# Alfons Zitterbacke – Endlich Klassenfahrt!

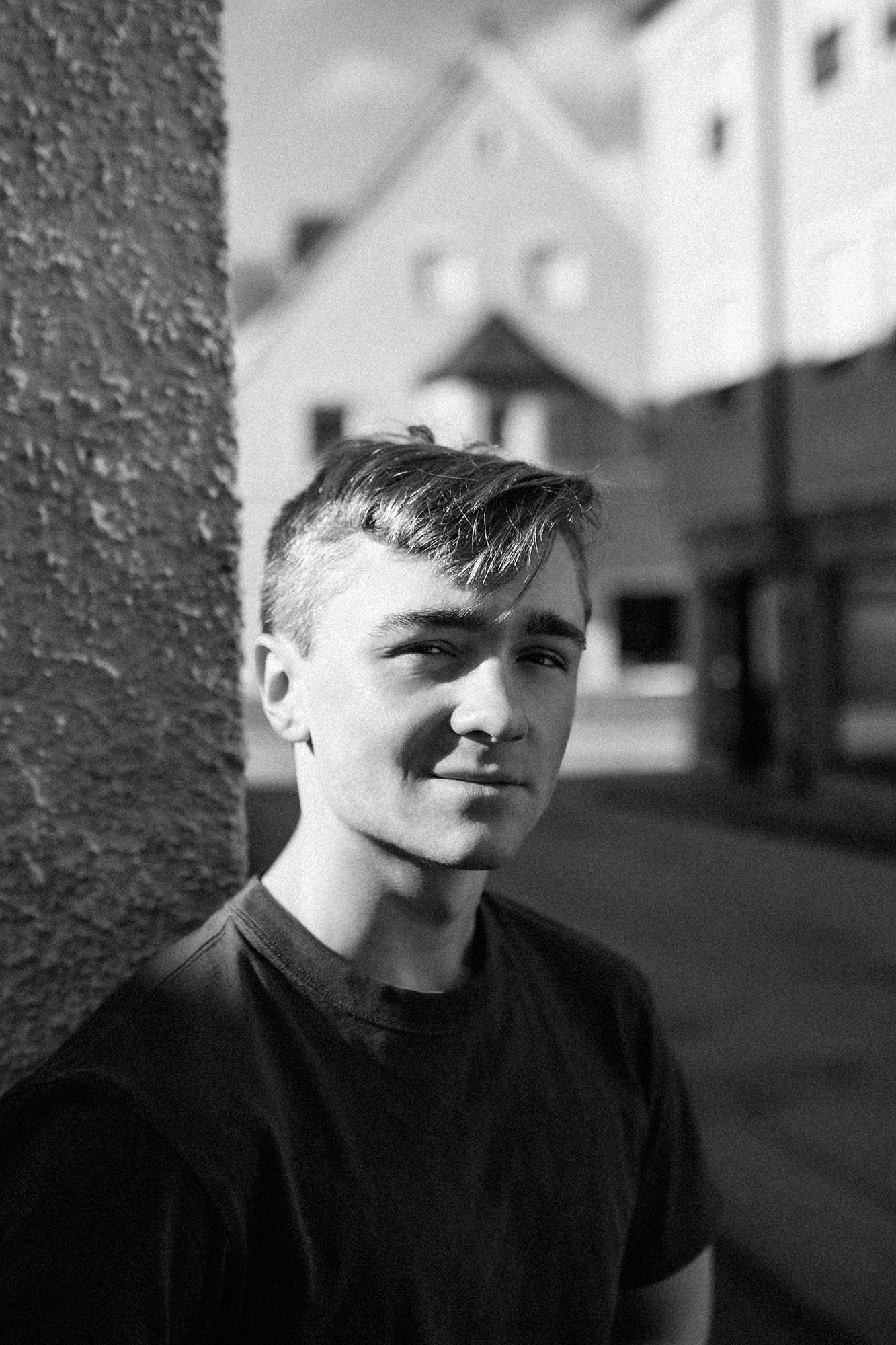
Luis Vorbach spielt Alfons Zitterbacke (Foto von 2022)

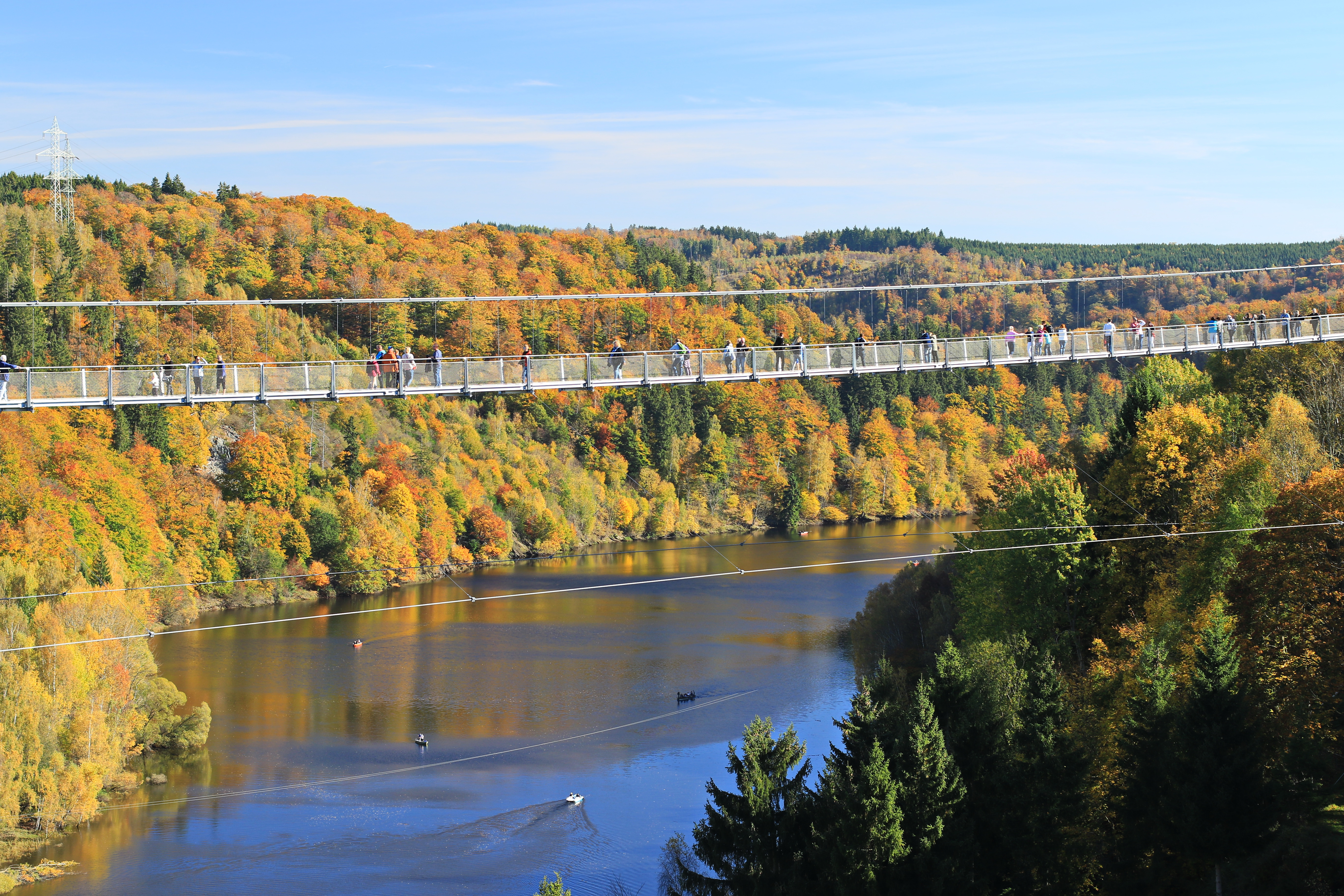
Für den höhenängstlichen Alfons gibt es einige Herausforderungen zu meistern (Drehort: Rappbode-Talsperre mit der Hängebrücke Titan RT)

Alfons Zitterbacke – Endlich Klassenfahrt! ist eine deutsche Filmkomödie von Mark Schlichter aus dem Jahr 2022. Der Film ist die Fortsetzung von Alfons Zitterbacke – Das Chaos ist zurück und kam am 7. Juli 2022 in die deutschen Kinos.

## Handlung
Schlimmer könnte die Klassenfahrt für den mittlerweile 15-jährigen Alfons nicht losgehen. Erst verschläft er und trägt bei der Busabfahrt noch seine Schlafanzughose, obendrein wurde sein Koffer mit dem seiner Mutter vertauscht. Um seiner großen Liebe Leonie nahe zu sein, bewirbt Alfons sich auf die Position des Klassensprechers, genau wie sein Erzrivale Nico.
Im heruntergekommenen und unfreundlich geführten Landschulheim auf Usedom überredet Nico Alfons zu einer Wette um Leonies Freundschaft. Wie gewohnt tappt Alfons von einem Fettnäpfchen ins andere, ganz zum Leidwesen seines Lehrers Flickendorf. Als ein Streich mit Küchenschaben schiefgeht, wird der Aufenthalt wegen Schädlingsbefall abgebrochen und ersatzweise eine Villa im Harz angesteuert – bei Alfons’ Höhenangst ist die Aussicht auf eine Klettertour keine gute Alternative.
Mit der Unterstützung einer Lehrerin schafft Alfons immerhin ein paar Meter an der Felswand. Als er später dem Besitzer der Herberge, der aus dem bisherigen Künstlerhaus ein Luxushotel machen möchte, eins auswischt, ist Leonie sichtlich beeindruckt. Doch abends am Lagerfeuer erzählt Nico ihr von der Wette, um Alfons zu diskreditieren, und Leonie ist erwartungsgemäß enttäuscht. Eine Entschuldigungsnachricht von Alfons wird von ihr allerdings freundlich beantwortet. Am nächsten Tag bleiben Alfons und Benni allein zurück, um für die anderen zu kochen. Unbemerkt gerät Alfons dabei viel scharfes Chilipulver in die Soße, die sich als ungenießbar erweist. Bei der folgenden Auseinandersetzung mit Nico bewirft Alfons versehentlich Flickendorf mit der Soße und kassiert dafür einen Schulverweis. Später stellt Leonie ihm gegenüber fest, dass sie sich in Sachen Pech relativ ähnlich seien, auch sie habe schon einmal einen Chemieraum in die Luft gesprengt.
In der nächsten Nacht verschwindet Nico im Morgengrauen, um heimlich zu seiner Mutter zu fahren, deren Freund ihn zwar nicht haben will, aber bei seinem Opa hält er es überhaupt nicht mehr aus. Alfons hat es bemerkt und folgt ihm mit Benni, Leonie und Emilia. Sie finden Nico beim Versuch, mit einer verrotteten und gesperrten Materialseilbahn ins Tal zu fahren. Über dem Abgrund hängt er fest und kann von Alfons, der seine Höhenangst überwindet, im letzten Moment gerettet werden. Flickendorf, davon beeindruckt, nimmt den Schulverweis zurück, Nico und Alfons schließen Freundschaft, und Alfons kommt auf dem Abschlussfest endlich mit Leonie zusammen.

## Produktionsnotizen
In dem zweiten von Mark Schlichter gedrehten Zitterbacke-Film spielt Luis Vorbach den Alfons Zitterbacke und ersetzte Tilman Döbler. Vom restlichen Ensemble waren einige Darsteller schon im Vorgängerfilm zu sehen, bei den Jugendlichen unter anderem Lisa Moell, Leopold Ferdinand Schill und Ron Antony Renzenbrink, bei den Erwachsenen Alexandra Maria Lara und Thorsten Merten. „DEFA-Chefindianer“ Gojko Mitić wurde in einer Nebenrolle besetzt.
Der Film wurde vom 14. September bis zum 26. Oktober 2021 gedreht. Angesetzt waren 21 Drehtage, Drehorte waren unter anderem Halle (Saale), Blankenburg (Harz) mit Ortsteil Timmenrode und der Teufelsmauer, Wettin-Löbejün, Teutschenthal, Oberharz am Brocken mit Ortsteil Rübeland und der Rappbode-Talsperre mit der Hängebrücke Titan RT sowie Petersberg (bei Halle) mit Ortsteil Ostrau, wo das Schloss Ostrau als Harzer Herberge diente.

## Rezeption

### Kritiken
Das Lexikon des internationalen Films gibt dem Film insgesamt 1,5 von 5 Sternen. Das Fazit lautet: „Der inhaltlich kaum ambitionierte Film leidet an großer Vorhersehbarkeit, während die Pechvogel-Lausbuben-Erzählung bei einem 15-Jährigen nicht mehr recht funktioniert. Gastauftritte und Szenerien sollen wohl DDR-Nostalgie beschwören, die am jungen Zielpublikum aber ziemlich vorbeigeht.“
Deutlicher wird Helena Berg in Filmstarts: Der Film sei zwar komödiantisch gelungen inszeniert, aber inhaltlich „kurz gesagt einfach nicht mehr zeitgemäß“. Sie kritisiert vor allem die Wette um ein Mädchen, das damit zum Objekt wird, aber auch, dass das „Pech“, das Alfons widerfährt, zum größten Teil auf eigenes Fehlverhalten zurückgehe und damit seine Liebenswürdigkeit verliere. Was schade sei, denn angesichts der hohen Spielfreude gerade der Darstellerinnen von Leonie und Emilia sowie aus den angedeuteten Problemen, etwa den Familiensituationen von Nico und Alfons, hätte der Film deutlich mehr Tiefgang bekommen können als die bloße Zurschaustellung klischeehaften Teenagerverhaltens.
Auch Rochus Wolff auf Kinozeit ist enttäuscht von den eindimensionalen Charakteren – 15-Jährige seien viel komplexer – und stellt die Frage, an welches Publikum sich der Film überhaupt richte, denn „Alfons’ Altersgenoss_innen werden sich für diesen Quatsch nicht interessieren, jüngere Kinder können mit den Figuren wahrscheinlich nicht viel anfangen.“

### Einspielergebnis
Der Film spielte ungefähr 83.000 US-Dollar ein.